# Pilaria arguta
Pilaria arguta är en tvåvingeart som beskrevs av Alexander 1929. Pilaria arguta ingår i släktet Pilaria och familjen småharkrankar. Inga underarter finns listade i Catalogue of Life.